# マイク・ゲイル
マイク・ゲイル（Michael Eugene "Mike" Gale、1950年7月18日 - 2020年7月31日）は、アメリカ合衆国、ペンシルベニア州フィラデルフィア出身の元バスケットボール選手である。ABAおよびNBAでプレーした。1974年のニューヨーク・ネッツ優勝メンバーである。

## 経歴
NBAのシカゴ・ブルズにドラフト指名を受けたが、プロのキャリアはABAのケンタッキー・カーネルズに入団しスタートした。3シーズンプレーした後、ニューヨーク・ネッツで1シーズンプレーし優勝メンバーとなった。その後サンアントニオ・スパーズに移籍し5シーズンプレーしその間にABAからNBAへと転進した。その後ポートランド・トレイルブレイザーズ、ゴールデンステート・ウォリアーズでそれぞれ1シーズンプレーした後引退した。

## 成績
エリザベスシティ州立大学から、1971年のNBAドラフト3巡でシカゴ・ブルズより、ABAドラフトでケンタッキー・カーネルズより指名されて、カーネルズに入団した。ABA、NBAで842試合に出場し、6,203 (7.4 ppg)得点、3,146 (3.7 rpg)リバウンド、1,740 (2.1 apg)アシストの成績を残している。